# Banca d'Albania
La Banca d'Albania (in albanese Banka e Shqipërisë) è la banca centrale dell'Albania. Si è notevolmente evoluta da quando è stata istituita, con sviluppi economici, politici e sociali. La valuta della banca è il lek albanese. La sede principale della banca è a Tirana. La banca ha anche altri cinque filiali situate a Scutari, Elbasan, Argirocastro, Coriza, e Lushnjë.

## Storia
Nei primi anni successivi alla dichiarazione di indipendenza dell'Albania il 28 dicembre 1912, il nascente paese era privo di una banca centrale. Sotto la guida di Ismail Qemali, il 4 ottobre 1913 fu creata la prima banca centrale, ma durò solo pochi mesi. All’inizio degli anni ’20, la valuta estera veniva utilizzata per tutte le transazioni, generando un notevole caos, e nel 1923 i comuni furono autorizzati a emettere le proprie banconote. Un progetto lanciato dalla Società delle Nazioni prevedeva una banca centrale per l'Albania come un'impresa cooperativa co-sponsorizzata da vari governi europei, con l'Albania stessa che possedeva solo il 10% del suo capitale azionario.
Il consolidamento del governo nazionale albanese consentì infine la creazione di una banca centrale il 2 settembre 1925, chiamata Banca Nazionale d'Albania (albanese: Banka Kombëtare e Shqipnis). In linea con una convenzione degli azionisti che coinvolse il governo albanese e conclusa nel marzo 1925, il capitale azionario originario della Banca nazionale era detenuto da un mix di soci italiani, jugoslavi e albanesi più quote di minoranza della Basler Handelsbank e della Société Générale de Belgique, in cui dominavano gli interessi italiani. Insolitamente per una banca centrale, la Banca Nazionale non solo era indipendente dal governo albanese, ma era anche un’istituzione straniera, con sede legale a Roma e guidata da un funzionario italiano: questa era esplicitamente ispirato al precedente della Banca di Stato del Marocco, il cui consiglio si riuniva a Parigi anche se la sua sede legale era a Tangeri. [7] L'assemblea costitutiva della Banca Nazionale e le successive riunioni del suo consiglio di amministrazione si tennero corrispondentemente a Roma, dove sembra che la sede della Banca Nazionale d'Albania fosse situata in Piazza dell'Esedra, all'angolo con la Via Nazionale e quindi non lontano dalla Banca d'Italia.

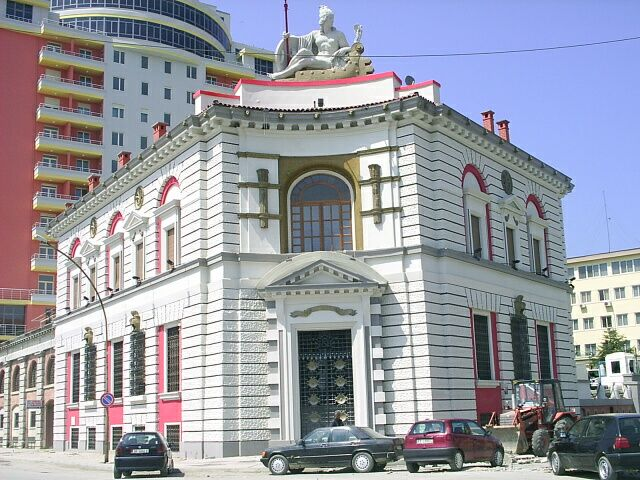
L'ex sede della Banca Nazionale d'Albania a Durazzo, disegnata da Vittorio Ballio Morpurgo, ora filiale BKT

L'ufficio centrale della Banca nazionale in Albania era a Durazzo, aperto il 29 novembre 1925. La banca aprì ulteriori filiali a Scutari il 1º novembre 1926, a Valona il 15 novembre 1926, e successivamente a Berat, Elbasan, Coriza e Saranda. Il 30 ottobre 1938 fu inaugurata la sua nuova sede in piazza Skanderbeg a Tirana, su un progetto razionalista elaborato tra il 1930 e il 1936 dall'architetto italiano Vittorio Ballio Morpurgo, che aveva progettato anche le filiali di Durazzo e Coriza. La sede di Tirana subentrò alle funzioni centrali albanesi precedentemente localizzate a Durazzo.
Sotto il protettorato italiano dell'Albania (1939-1943) la Banca nazionale aprì una filiale anche a Prizren, poi annessa all'Albania,  e si pensò brevemente anche all'estensione della sua attività al Montenegro. Sotto l'occupazione tedesca dell'Albania , la Banca nazionale continuò ad operare ma in condizioni sempre più difficili, e fu costretta dagli occupanti a trasferire le sue riserve auree da Roma a Berlino.
Dopo la liberazione del paese dall'occupazione tedesca alla fine del 1944, le operazioni albanesi della Banca nazionale furono nazionalizzate il 13 gennaio 1945 e ribattezzate Banca di Stato d'Albania (albanese: Banka e Shtetit Shqiptar). L'entità giuridica italiana della Banca nazionale fu liquidata nel 1957.
Nel 1992 fu istituito un nuovo sistema bancario, con la banca centrale ribattezzata Banca d’Albania.  Nel 1996 fu raggiunto un accordo per restituire la maggior parte delle riserve auree dell'ex Banca nazionale all'Albania.
L'edificio della sede della Banca d'Albania è stato ristrutturato e ampliato all'inizio degli anni 2010 su progetto dello studio italiano Petreschi Architects.

### Architettura dell'edificio principale

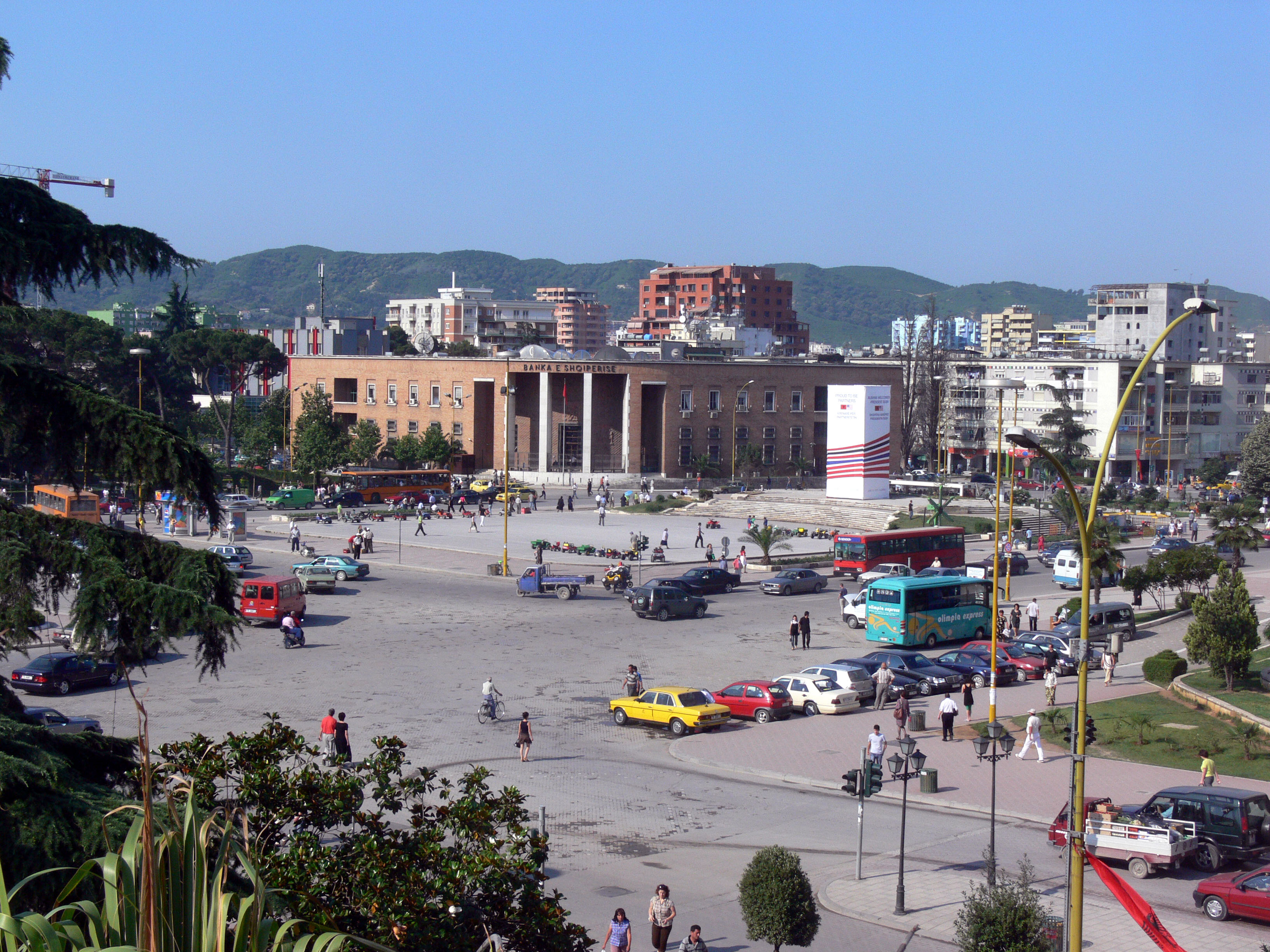
L'edificio principale a Skanderbegplatz

L'edificio della Banca d'Albania a nord di Piazza Skanderbeg, nel centro di Tirana, fu completato nel 1936. Il suo stile architettonico va nella direzione del razionalismo, un movimento fiorito in Europa nella prima metà del XX secolo. Il progetto dell'edificio fu realizzato dall'architetto italiano Vittorio Ballio Morpurgo (1890–1966).
Questo stile è noto per i suoi grandi volumi e le linee distintive sulla facciata. Fu adottato principalmente dagli edifici statali di carattere ufficiale con l'obiettivo di esprimere il potere dei governi dell'epoca e fu utilizzato in molti paesi dell'Europa occidentale. Da questo punto di vista, anche la costruzione della Banca Centrale d’Albania rientra tra gli edifici più importanti dell’epoca con il proprio stile, il razionalismo.

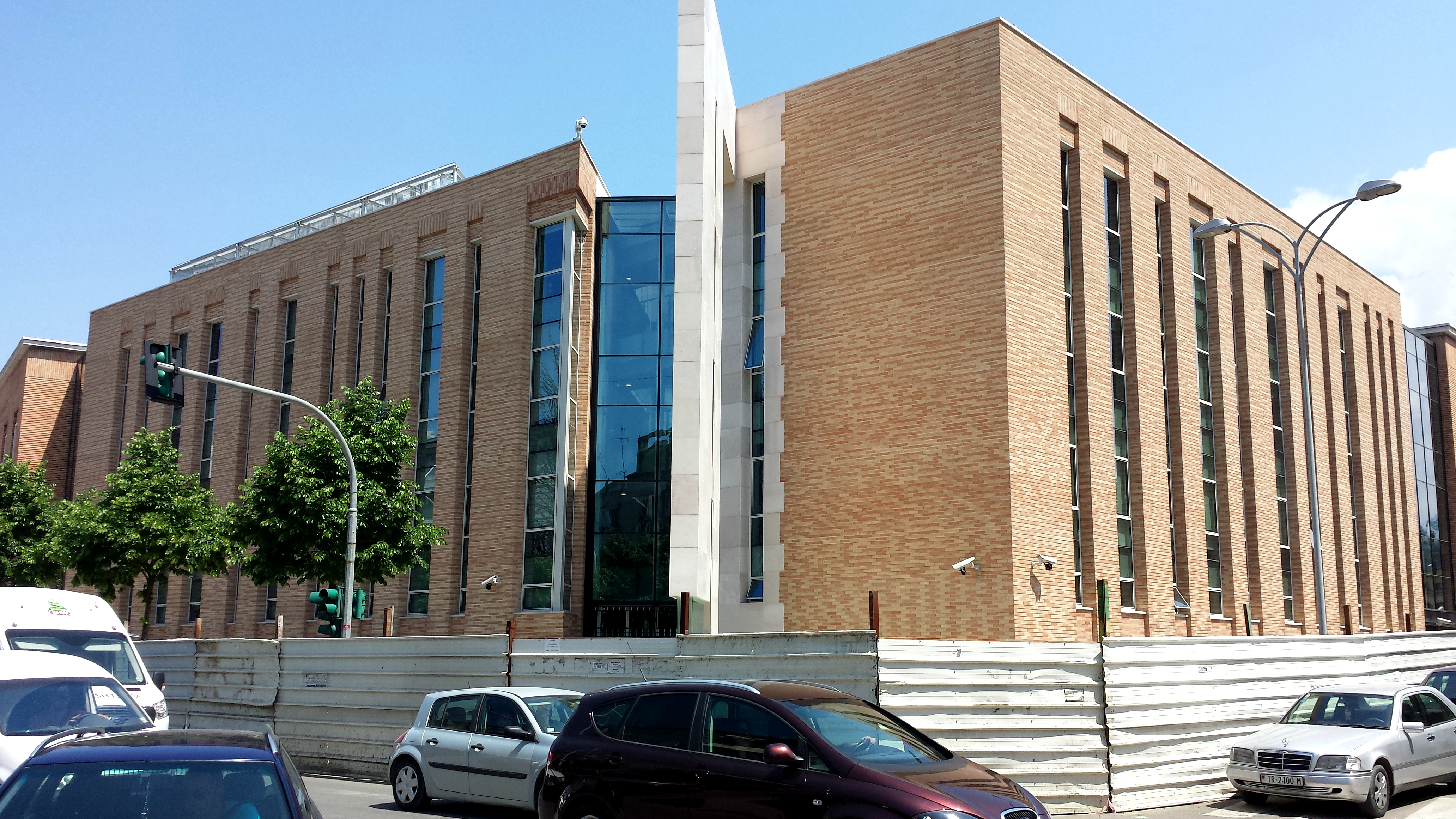
Ampliamento della sede centrale della Banca d'Albania, completato nel 2014

Nella sua idea progettuale l'edificio sarebbe stato concepito con pianta poligonale e suddiviso in due aree funzionali: la parte principale, che avrebbe assunto la funzione di rappresentanza della banca, e la sua zona di lavoro. Quest'ultimo sarebbe stato collegato al tronco principale su entrambi i lati negli anni '40, ma ciò non fu realizzato a causa dello scoppio della Seconda Guerra Mondiale.
La parte principale è costruita a forma di arco, grazie alla sua posizione sulla piazza principale della città. L'ingresso principale all'edificio è stato realizzato con un enorme portale che occupa tutta l'altezza della facciata ed è sorretto da ampie colonne. Le pareti esterne sono decorate con rilievi murari in mattoni dal colore caratteristico. Originariamente l'idea progettuale prevedeva anche un edificio residenziale per i dipendenti della banca. Anche questo condominio sarebbe stato costruito in stile razionalista e sarebbe sorto vicino alla banca adiacente al vecchio palazzo del Parlamento (oggi Teatro dei Pupi).
Nel 2008, la banca centrale ha pubblicato i primi piani per il restauro della sua sede a Tirana. Uno studio di architettura italiano avrebbe dovuto ammodernare l'edificio per circa 13 milioni di euro.  Nel frattempo la banca si è trasferita negli uffici dell'ex Hotel Dajti, che aveva acquistato a questo scopo. All'inizio del 2015 i lavori di ristrutturazione della facciata e degli interni erano quasi terminati e i dipendenti sono tornati nei locali rinnovati. Alla fine di ottobre i lavori di ristrutturazione furono completati e nella nuova parte dell'edificio fu integrato un museo della banca.

## Governatori
| N° | Governatore         | Mandato           | Mandato           |
| 1  | Mario Alberti       | 2 settembre 1925  | 25 marzo 1931     |
| 2  | Giuseppe Bianchini  | 25 marzo 1931     | 25 marzo 1935     |
| 3  | Antonio Mosconi     | 25 marzo 1935     | 8 settembre 1943  |
| 4  | Kostandin Boshnjaku | 17 gennaio 1945   | 2 aprile 1946     |
| 5  | Abdyl Këllezi       | 1946              | 1948              |
| 6  | Spiro Bakalli       | 1948              | 1966              |
| 7  | Zeqir Lika          | 1º aprile 1966    | 15 febbraio 1974  |
| 8  | Llazar Gjika        | 2 febbraio 1974   | 16 novembre 1974  |
| 9  | Aleks Verli         | 2 novembre 1974   | 1º marzo 1976     |
| 10 | Kostaq Postoli      | 1º marzo 1976     | 15 luglio 1984    |
| 11 | Andrea Nako         | 16 luglio 1984    | 15 luglio 1985    |
| 12 | Kamber Myftari      | 16 settembre 1986 | 28 febbraio 1989  |
| 13 | Qirjako Mihali      | marzo 1989        | dicembre 1990     |
| 14 | Niko Gjyzari        | 1º gennaio 1991   | 31 agosto 1991    |
| 15 | Ilir Hoti           | 1º maggio 1992    | 1º settembre 1993 |
| 16 | Dylber Vrioni       | 1º settembre 1993 | 1º dicembre 1994  |
| 17 | Kristaq Luniku      | 1º dicembre 1994  | 1º aprile 1997    |
| 18 | Qamil Tusha         | 15 aprile 1997    | 10 settembre 1997 |
| 19 | Shkëlqim Cani       | 10 settembre 1997 | 28 ottobre 2004   |
| 20 | Adrian Fullani      | 28 ottobre 2004   | 7 settembre 2014  |
| –  | Elisabeta Gjoni     | 7 settembre 2014  | 5 febbraio 2015   |
| 21 | Gent Sejko          | 5 febbraio 2015   | in carica         |